# Plagiostyles africana
Plagiostyles africana là một loài thực vật có hoa trong họ Đại kích. Loài này được nhà thực vật học người Thụy Sĩ là Johannes Müller Argoviensis (1828-1896) mô tả lần đầu tiên năm 1864 trong Flora oder Botanische Zeitung dưới danh pháp Daphniphyllum africanum, sinh sống trong vùng ven xích đạo ở Tây Phi. Năm 1897 nhà thực vật học người Pháp là Jean Baptiste Louis Pierre (1833-1905) mô tả chi Plagiostyles với loài điển hình là Plagiostyles klaineana, từ mẫu vật do nhà truyền giáo kiêm nhà thực vật học người Pháp sống tại Libreville (Gabon) là Théophile-Joseph Klaine (1840-1911) gửi cho ông.
Năm 1912, trong Annales du Museé du Congo (Belge). Botanique, nhà thực vật học người Bỉ Émile Auguste Joseph De Wildeman (1866-1947) đã thiết lập danh pháp Plagiostyles africana (Muell. Arg.) Prain như là nom. nov. (danh pháp mới) trong chi Plagiostyles Pierre, với dẫn chiếu tới Daphniphyllum africanum Müll.Arg. thu được từ khu vực Mondembe (Cộng hòa Dân chủ Congo), nhưng không đề cập gì tới Plagiostyles klaineana.
Loài này phân bố trong khu vực rừng mưa từ Nigeria tới Tây Trung châu Phi nhiệt đới, bao gồm Cameroon, Cộng hòa Trung Phi, Congo, Cộng hòa Dân chủ Congo, Guinea Xích Đạo, Gabon.